# 马来西亚基督教长老会
马来西亚长老教会（马来语：Gereja Presbyterian Malaysia，缩写：GPM）是马来西亚的一个基督教教会。它于1974年成立为一个独立的议会，目前在全国拥有约100间教会，约7000名会友。
马来西亚长老教会现任大会会正是蔡华平牧师。

## 历史
今日的马来西亚长老教会是两个平行历史发展汇合的结果，这两个发展有着共同的根源，但在事工和侧重点上早期就出现了分歧——即英语教会议会和华语新加坡教会议会。

### 早期发展
与长老会最早的接触是通过1641年荷兰控制葡萄牙属马六甲实现的。坚定的归正宗新教徒荷兰人禁止在马六甲进行罗马天主教活动，并将马六甲所有现存的教堂改作荷兰归正教会使用。主要使用的教堂是旧圣保罗教堂，之后荷兰人改名为Bovenkerk，该教堂由葡萄牙人于1521年在圣保罗山顶建造，名为Nosa Senhora教堂（葡萄牙语：山上的圣母）。
为了取代老旧的Bovenkerk，一座新教堂于1741年开始建造，并于1753年完工。这座教堂的内部建筑反映了独特的荷兰长老会传统，并且至今仍被用作基督教敬拜场所。
1824年，由于《英荷条约》的签订，马六甲的控制权移交给了英国。1838年，这座教堂由加尔各答的英国圣公会主教按照英格兰教会的仪式重新祝圣，并更名为基督堂。

### 开拓性事工
许多来自伦敦传道会 (LMS) 的早期传教士，例如1815年抵达马六甲的威廉·米怜 (William Milne)，都具有长老会或归正宗的背景。许多伦敦传道会的传教士与东印度公司的牧师一起，为槟城和新加坡的苏格兰社群提供属灵滋养，同时也为英格兰教会的成员主持敬拜。
其中一位早期传教士是伦敦传道会的本杰明·基斯柏里（Benjamin Keasberry），他于1839年前往中国途中抵达新加坡。看到马来语事工的潜力后，他选择留在新加坡，并聘请了著名教师文西·阿卜杜拉（Munshi Abdullah）协助他提高马来语技能。 他在百胜路的伦敦传道会礼拜堂开始了马来语礼拜，并于1843年在明古连 获得了一块土地，用于建造马来宣教礼拜堂。这座礼拜堂后来被人们称为“Gereja Keasberry”。当英格兰长老会差会从伦敦传道会手中买下这处房产后，这里最终成为了布连拾街长老会磐石堂。
随着1847年《南京条约》签订后，除了基斯柏里（Keasberry）等少数例外，伦敦传道会的传教士都前往了中国，当地的苏格兰社群开始采取措施呼召他们自己的牧师。这导致了查尔斯·莫伊尔 (Charles Moir) 于1851年抵达槟城，托马斯·麦肯齐·弗雷泽 (Thomas McKenzie Fraser) 于1856年抵达新加坡。新加坡的乌节路长老会教堂于1856年，旨在为外籍人士提供服务。

### 外籍人士教会
圣安德烈堂(St Andrew Church)是位于马来西亚的三间长老教会教堂，分别为：
- 槟城圣安德烈堂（1851年）
- 吉隆坡圣安德烈堂（1916年）
- 怡保圣安德烈堂（1927年）

圣安德烈堂在成立之初带有宣教使命，但由于宣教工作成果不佳，后来停止了宣教事工。该教会的主要特征是照顾外地会友。

### 中国使命

#### 服务海外华人
莫伊尔（Moir）和弗雷泽（Fraser）都试图将工作扩展到外籍人士社群之外。莫伊尔于1857年辞职，没有取得太大成功，尽管槟城的会众仍然在运作，有时会持续很长时间没有牧师。弗雷泽成功地从福建南部招募了一名华裔传道员陈诗武，后者于1864年被按立为长老。不幸的是，陈诗武于1866年离开，加入了弟兄会。
1881年，乌节路会众终于成功地获得了一位全职的华人传教士。精通汕头话和闽南语的阁约翰牧师 (Rev. J.A.B. Cook) 于1881年11月抵达新加坡。在阁牧师的监督下，英格兰长老会差会在武吉知马 (Bukit Timah) 组织了第一个华人会众。阁牧师的到来最终被选定为标志着现今马来西亚和新加坡长老会的建立。

#### 向马来亚的宣教扩展
1886年，阁牧师将宣教工作扩展到马来亚南端的柔佛新山，以服务潮州华人社群。由于一开始缺乏牧者，他只能邀请一位售卖圣经的商人帮助。之后，这项工作得到了伦敦宣道会公理宗宣教士基斯柏理牧师的女婿拿督明里南(Dato James Meldrum) 的支持，他帮助从柔佛苏丹阿布·峇卡殿下(Sultan Abu Bakar) 那里获得了三英畝地(今日的新山圣光堂)，而苏丹阿布·峇卡殿下曾是基斯柏理牧师的学生。 1892年，事工扩展到麻坡，廖天益牧师 (Rev. Liau Thian Ek) 担任第一任牧师。阁牧师也在同一年请准柔佛苏丹阿布·峇卡殿下提供土地以建造教会与学校，也获赠惹兰沙礼(Jalan Salleh)的地段(今日的麻坡活水堂)和建筑费。
槟城的事工继续同步进行，特别是在威廉·默里（William Murray）于1892年抵达后，他帮助槟城的教会奠定了更坚实的基础。槟城圣安德烈长老会（St. Andrew's Presbyterian Church）的牧养责任最终超出了槟城，扩展到威省、吉打、霹雳北部、泰国南部和苏门答腊北部。

## 20 世纪
1948年，该大会於1948年加入中华基督教会（中国）全国总会，后来更名为中华基督教星马大会。
1964年，更名为中华基督教会马来西亚大会。
1965年，因新加坡被迫退出马来西亚，成为两个独立的国家，因此该大会有分家的必要。
1971年，在历经三届年议会讨论之后，决定分家。马来西亚长老会对此事的诠释为：分家；新加坡长老则是看为：拓双。
1975年1月1日，中华基督教会马来西亚大会正式分为“基督教马来西亚长老大会”和“基督教新加坡长老大会”。

## 信仰与实践
- 使徒信经
- 《威斯敏斯特信条》 [14] [15]

## 附属机构
- 世界归正会联合会
- 世界宣教理事会[14]